# كرايسلر 180
كرايسلر 180 هي سيارة صالون صغيرة خلفية الدفع من صناعة كرايسلر أوروبا [الإنجليزية]، أنتجت في عام 1970 وتوقف إنتاجها في عام 1982.